# Srinivasa Ramanujan
Srinivasa Ramanujan (Erode, Indija, 22. prosinca 1887. – Kumbakonam, Indija 26. travnja 1920.) - indijski matematičar u vrijeme Britanske Indije, prirodni matematički genij, čudo od djeteta, jedan od najinteligentnijih i najplodnijih matematičara, koji je široj javnosti ostao uglavnom nepoznat i nepriznat. O njemu je snimljen britanski film „Čovjek koji je spoznao beskonačnost”.
Iako nije imao gotovo nikakvo formalno obrazovanje iz čiste matematike, dao je značajan doprinos matematičkoj analizi, teoriji brojeva, beskonačnim nizovima i kontinuiranim razlomcima, uključujući rješenja za matematičke probleme koji su se tada smatrali nerješivima. U matematiku se zaljubio sa samo 15 godina, sa 16 je već dobio stipendiju na sveučilištu u Madrasu, no matematika ga je toliko zanimala da je zanemario sve ostalo i stipendiju iste godine i izgubio. Ostao je siromah i u tom svojem siromaštvu nastavio se baviti matematikom. Kako je oskudijevao s papirom za pisanje, dokaze je izvodio u glavi, a samo je konačna rješenja zapisivao na papir. Za 3 godine napisao je 4000 teorema, od kojih su mnogi i danas nedokazani.
Ramanujan je u početku razvio vlastito nezavisno matematičko istraživanje. Prema Hansu Eysencku: "Pokušao je zainteresirati vodeće profesionalne matematičare za svoj rad, ali uglavnom nije uspio. Ono što im je morao pokazati bilo je previše novo, previše nepoznato i dodatno predstavljeno na neobične načine; nisu se htjeli obazirati na to". Tražeći matematičare koji bi mogli bolje razumjeti njegovo djelo, 1913. započeo je pismenu korespondenciju s engleskim matematičarom G. H. Hardyjem na Sveučilištu Cambridge u Engleskoj. Prepoznavši Ramanujanov rad kao izvanredan, Hardy mu je organizirao putovanje u Cambridge. Hardy je u svojim bilješkama komentirao, da je Ramanujan iznjedrio revolucionarne nove teoreme, uključujući one koji su ga "potpuno razoružali; nikada prije nije vidio ništa poput njih" i neke nedavno dokazane, ali vrlo napredne rezultate.
Tijekom svog kratkog života, Ramanujan je neovisno prikupio gotovo 3.900 rezultata (uglavnom identiteta i jednadžbi). Mnogi su bili potpuno novi; njegovi originalni i krajnje nekonvencionalni rezultati, poput Ramanujanove theta funkcije, particijskih formula i lažnih theta funkcija, otvorili su čitava nova područja rada i nadahnuli veliku količinu daljnjih istraživanja. Gotovo sve njegove tvrdnje do sada su se pokazale točnim. Ramanujan Journal, znanstveni časopis, osnovan je kako bi objavljivao radove iz svih područja matematike pod utjecajem Ramanujana, a njegove bilježnice – koje sadrže sažetke njegovih objavljenih i neobjavljenih rezultata – analizirale su se i proučavale desetljećima nakon njegove smrti kao izvor novih matematičkih ideja. Još 2012. istraživači su nastavili otkrivati, da su puki komentari u njegovim spisima o "jednostavnim svojstvima" i "sličnim rezultatima" za određena otkrića sami po sebi bili duboki i suptilni rezultati teorije brojeva koji su ostali neslućeni gotovo stoljeće nakon njegove smrti. Postao je jedan od najmlađih članova Kraljevskog društva i tek drugi indijski član, i prvi Indijac koji je izabran za člana Trinity Collegea u Cambridgeu. O njegovim pismima, Hardy je izjavio da je jedan pogled dovoljan da pokaže da ih je mogao napisati samo matematičar najvišeg kalibra, uspoređujući Ramanujana s matematičkim genijima poput Eulera i Jacobija.
Godine 1919. loše zdravlje, za koje se sada vjeruje da je bila hepatična amebija (komplikacija zbog dizenterije prije mnogo godina) - natjeralo je Ramanujana na povratak u Indiju, gdje je umro 1920. u dobi od 32 godine. Njegova posljednja pisma Hardyju, napisana u siječnju 1920. pokazuju da je i dalje nastavio smišljati nove matematičke ideje i teoreme. Njegova "izgubljena bilježnica", koja sadrži otkrića iz posljednje godine njegova života, izazvala je veliko uzbuđenje kod matematičara, kada je ponovno otkrivena 1976. godine. 
O njemu je snimljen britanski film „Čovjek koji je spoznao beskonačnost” 2015. godine, temeljen na istoimenoj knjizi Roberta Kanigela iz 1991. godine. Indija je njemu u čast 22. prosinca (njegov rođendan) proglasila Nacionalnim danom matematike.